# Kei Chinen
Kei Chinen (知念 慶 Chinen Kei?), född 17 mars 1995 i Okinawa prefektur, är en japansk fotbollsspelare.
Chinen började sin karriär 2017 i Kawasaki Frontale. Med Kawasaki Frontale vann han japanska ligan 2017 och 2018. 2020 flyttade han till Oita Trinita.